# Sainte-Olive
Sainte-Olive également écrit au masculin Saint Olive est une commune française située dans le département de l'Ain, en région Auvergne-Rhône-Alpes.

## Géographie

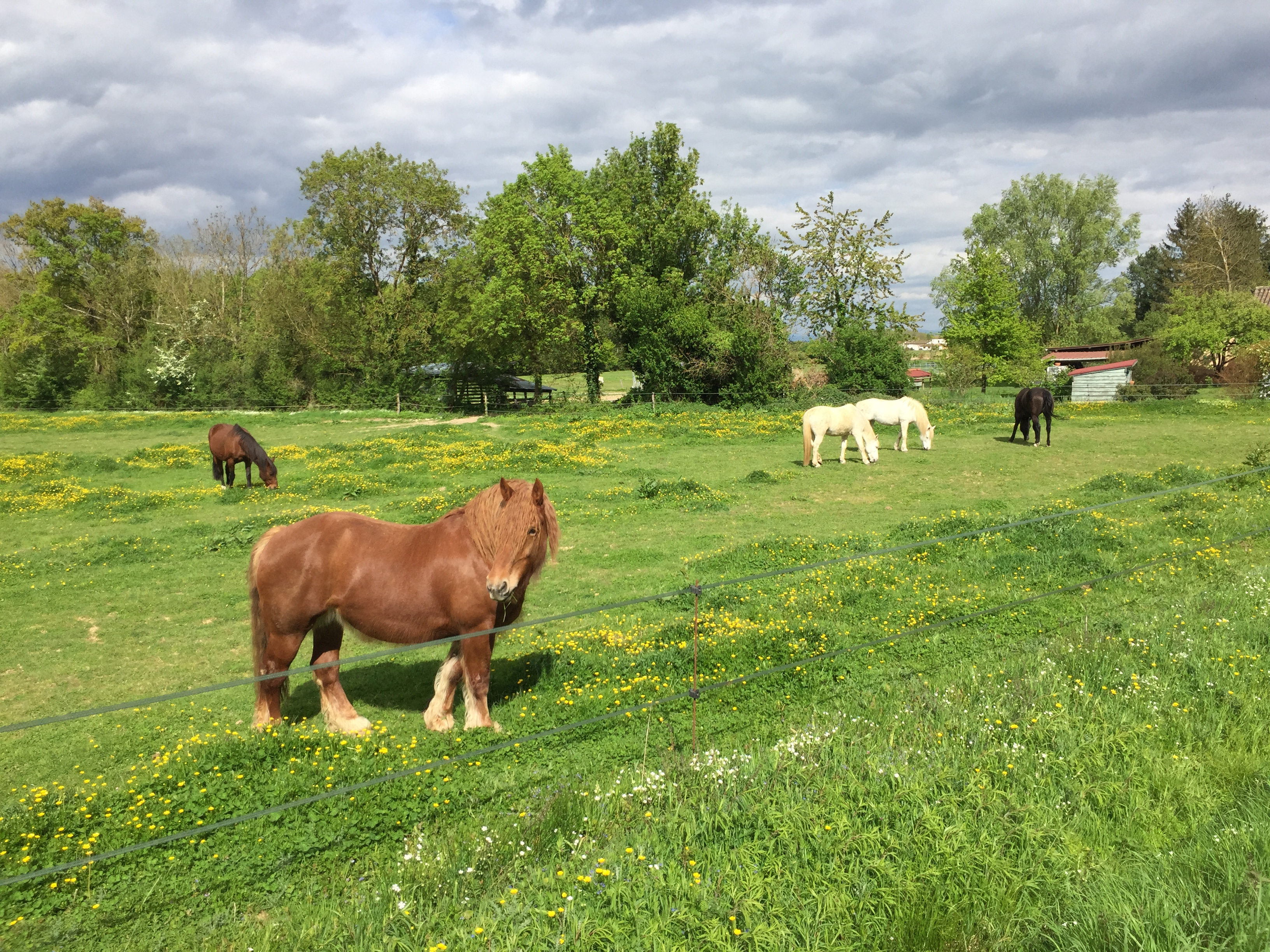
Des chevaux à Sainte-Olive.

Sainte-Olive fait partie de la Dombes. Elle est nommée en l'honneur d'Olive de Palerme.

### Communes limitrophes
| Saint-Trivier-sur-Moignans |              | Bouligneux |
| Villeneuve                 | Sainte-Olive |            |
| Ambérieux-en-Dombes        |              | Lapeyrouse |

### Climat
Pour des articles plus généraux, voir Climat d'Auvergne-Rhône-Alpes et Climat de l'Ain.
En 2010, le climat de la commune est de type climat océanique dégradé des plaines du Centre et du Nord, selon une étude du CNRS s'appuyant sur une série de données couvrant la période 1971-2000. En 2020, Météo-France publie une typologie des climats de la France métropolitaine dans laquelle la commune est dans une zone de transition entre le climat semi-continental et le climat de montagne et est dans la région climatique Bourgogne, vallée de la Saône, caractérisée par un bon ensoleillement (1 900 h/an), un été chaud (18,5 °C), un air sec au printemps et en été et des vents faibles.
Pour la période 1971-2000, la température annuelle moyenne est de 11,3 °C, avec une amplitude thermique annuelle de 17,6 °C. Le cumul annuel moyen de précipitations est de 887 mm, avec 9,5 jours de précipitations en janvier et 7,5 jours en juillet. Pour la période 1991-2020, la température moyenne annuelle observée sur la station météorologique de Météo-France la plus proche, sur la commune de Baneins à 10 km à vol d'oiseau, est de 12,7 °C et le cumul annuel moyen de précipitations est de 880,2 mm,. Pour l'avenir, les paramètres climatiques de la commune estimés pour 2050 selon différents scénarios d'émission de gaz à effet de serre sont consultables sur un site dédié publié par Météo-France en novembre 2022.

## Urbanisme

### Typologie
Au 1er janvier 2024, Sainte-Olive est catégorisée commune rurale à habitat dispersé, selon la nouvelle grille communale de densité à 7 niveaux définie par l'Insee en 2022.
Elle est située hors unité urbaine. Par ailleurs la commune fait partie de l'aire d'attraction de Lyon, dont elle est une commune de la couronne,. Cette aire, qui regroupe 397 communes, est catégorisée dans les aires de 700 000 habitants ou plus (hors Paris),.

### Occupation des sols
L'occupation des sols de la commune, telle qu'elle ressort de la base de données européenne d’occupation biophysique des sols Corine Land Cover (CLC), est marquée par l'importance des territoires agricoles (80,5 % en 2018), une proportion sensiblement équivalente à celle de 1990 (80,1 %). La répartition détaillée en 2018 est la suivante : 
zones agricoles hétérogènes (36,1 %), prairies (25,4 %), terres arables (19 %), eaux continentales (13,8 %), forêts (5,7 %).
L'évolution de l’occupation des sols de la commune et de ses infrastructures peut être observée sur les différentes représentations cartographiques du territoire : la carte de Cassini (XVIIIe siècle), la carte d'état-major (1820-1866) et les cartes ou photos aériennes de l'IGN pour la période actuelle (1950 à aujourd'hui).

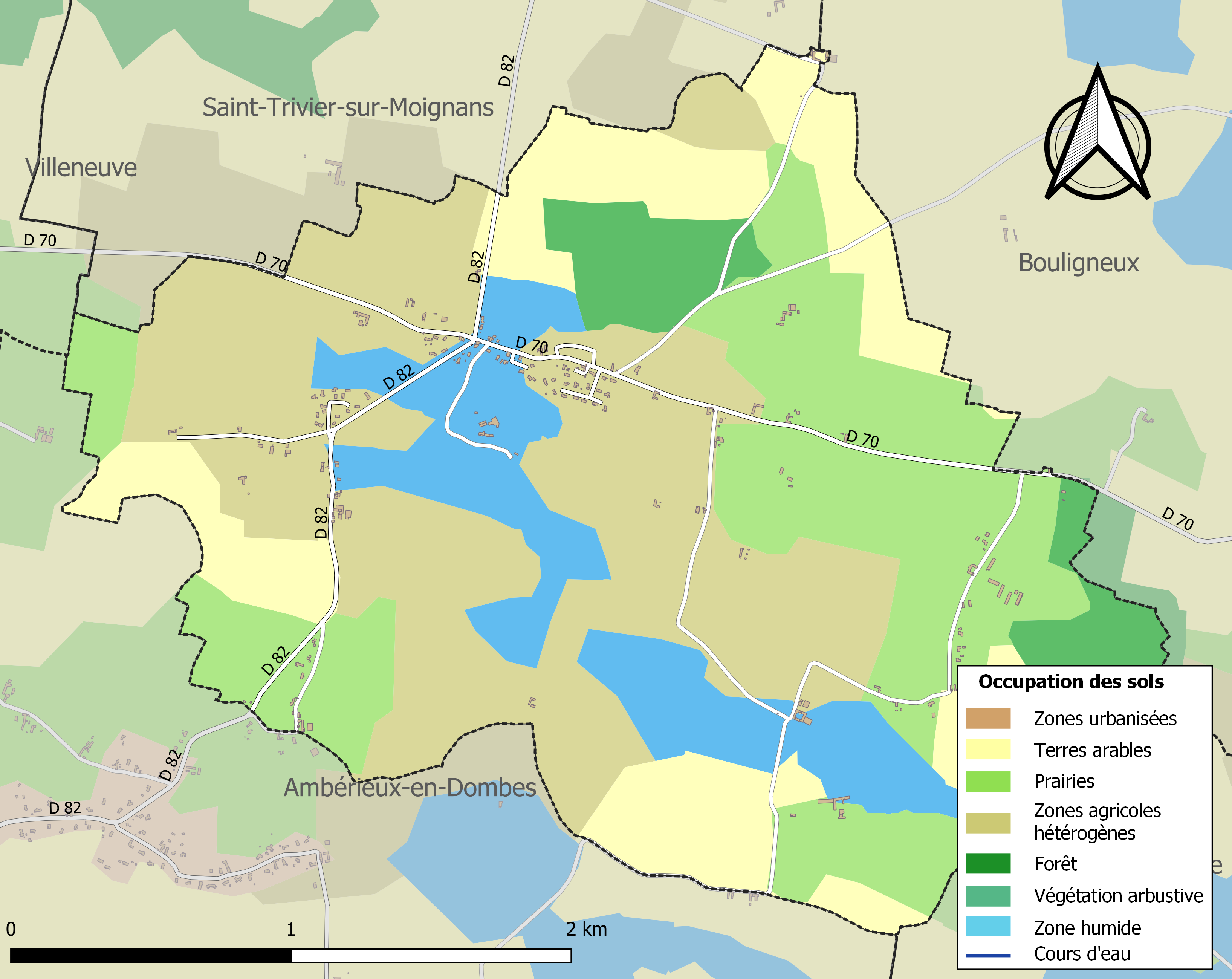
Carte des infrastructures et de l'occupation des sols de la commune en 2018 (CLC).

## Histoire
La seigneurie puis baronnie (1440) de Sainte-Olive, resta possédée par les Palatin jusqu'à Jacques Palatin, seigneur de Dio et de Fléchères, qui la vendit en 1552, à Claude Raisonnier. En 1561, elle fut acquise de ses héritiers par Antoine de Bron, seigneur de la Liègue, gentilhomme ordinaire de la maison du roi, époux de Marguerite d'Urfé, petite-fille de Claude,.

## Politique et administration

### Découpage territorial
La commune de Sainte-Olive est membre de la communauté de communes de la Dombes, un établissement public de coopération intercommunale (EPCI) à fiscalité propre créé le 1er janvier 2017 dont le siège est à Châtillon-sur-Chalaronne. Ce dernier est par ailleurs membre d'autres groupements intercommunaux.
Sur le plan administratif, elle est rattachée à l'arrondissement de Bourg-en-Bresse, au département de l'Ain et à la région Auvergne-Rhône-Alpes. Sur le plan électoral, elle dépend du  canton de Villars-les-Dombes pour l'élection des conseillers départementaux, depuis le redécoupage cantonal de 2014 entré en vigueur en 2015, et de la quatrième circonscription de l'Ain  pour les élections législatives, depuis le dernier découpage électoral de 2010.

### Administration municipale
| Période                                  | Période               | Identité         | Étiquette | Qualité |
| ---------------------------------------- | --------------------- | ---------------- | --------- | ------- |
| mars 1977                                | décembre 1999 (décès) | Aimé Lassus      |           |         |
| février 2000                             | mars 2008             | Jean Saint-Cyr   |           |         |
| mars 2008                                | 2014                  | Claude Regnier   |           |         |
| mai 2014                                 | En cours              | Thierry Pauchard |           |         |
| Les données manquantes sont à compléter. |                       |                  |           |         |

## Démographie
L'évolution du nombre d'habitants est connue à travers les recensements de la population effectués dans la commune depuis 1793. Pour les communes de moins de 10 000 habitants, une enquête de recensement portant sur toute la population est réalisée tous les cinq ans, les populations de référence des années intermédiaires étant quant à elles estimées par interpolation ou extrapolation. Pour la commune, le premier recensement exhaustif entrant dans le cadre du nouveau dispositif a été réalisé en 2006.
En 2022, la commune comptait 357 habitants, en évolution de +25,7 % par rapport à 2016 (Ain : +5,15 %, France hors Mayotte : +2,11 %).
| 1793 | 1800 | 1806 | 1821 | 1831 | 1836 | 1841 | 1846 | 1851 |
| ---- | ---- | ---- | ---- | ---- | ---- | ---- | ---- | ---- |
| 169  | 141  | 165  | 201  | 193  | 195  | 202  | 257  | 239  |

| 1856 | 1861 | 1866 | 1872 | 1876 | 1881 | 1886 | 1891 | 1896 |
| ---- | ---- | ---- | ---- | ---- | ---- | ---- | ---- | ---- |
| 240  | 229  | 236  | 226  | 198  | 200  | 239  | 229  | 200  |

| 1901 | 1906 | 1911 | 1921 | 1926 | 1931 | 1936 | 1946 | 1954 |
| ---- | ---- | ---- | ---- | ---- | ---- | ---- | ---- | ---- |
| 225  | 203  | 214  | 201  | 201  | 179  | 174  | 159  | 139  |

| 1962 | 1968 | 1975 | 1982 | 1990 | 1999 | 2006 | 2011 | 2016 |
| ---- | ---- | ---- | ---- | ---- | ---- | ---- | ---- | ---- |
| 135  | 110  | 115  | 157  | 196  | 253  | 304  | 299  | 284  |

| 2021 | 2022 | - | - | - | - | - | - | - |
| ---- | ---- | - | - | - | - | - | - | - |
| 331  | 357  | - | - | - | - | - | - | - |

## Culture et patrimoine

### Lieux et monuments

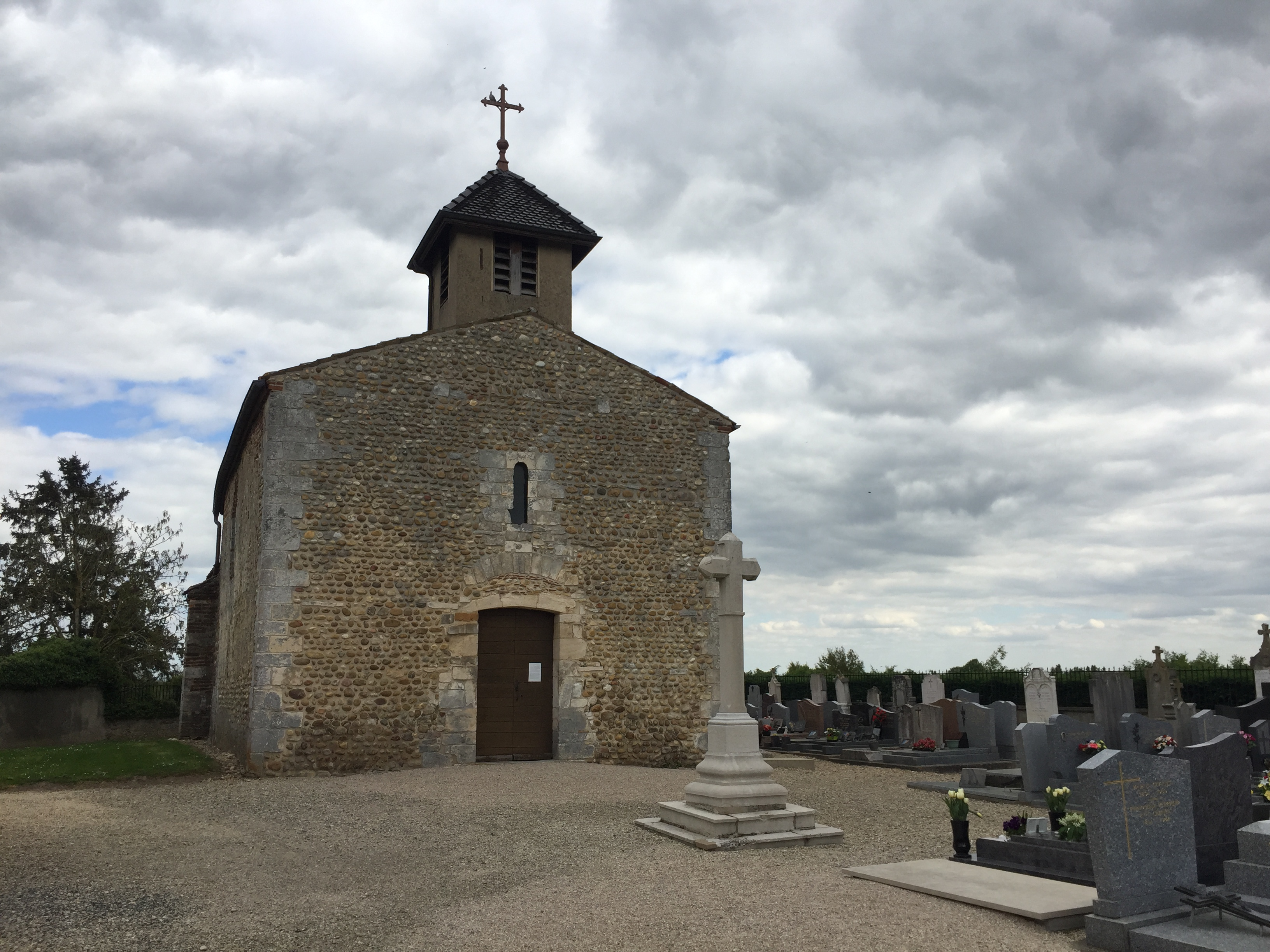
Vue de l'église.

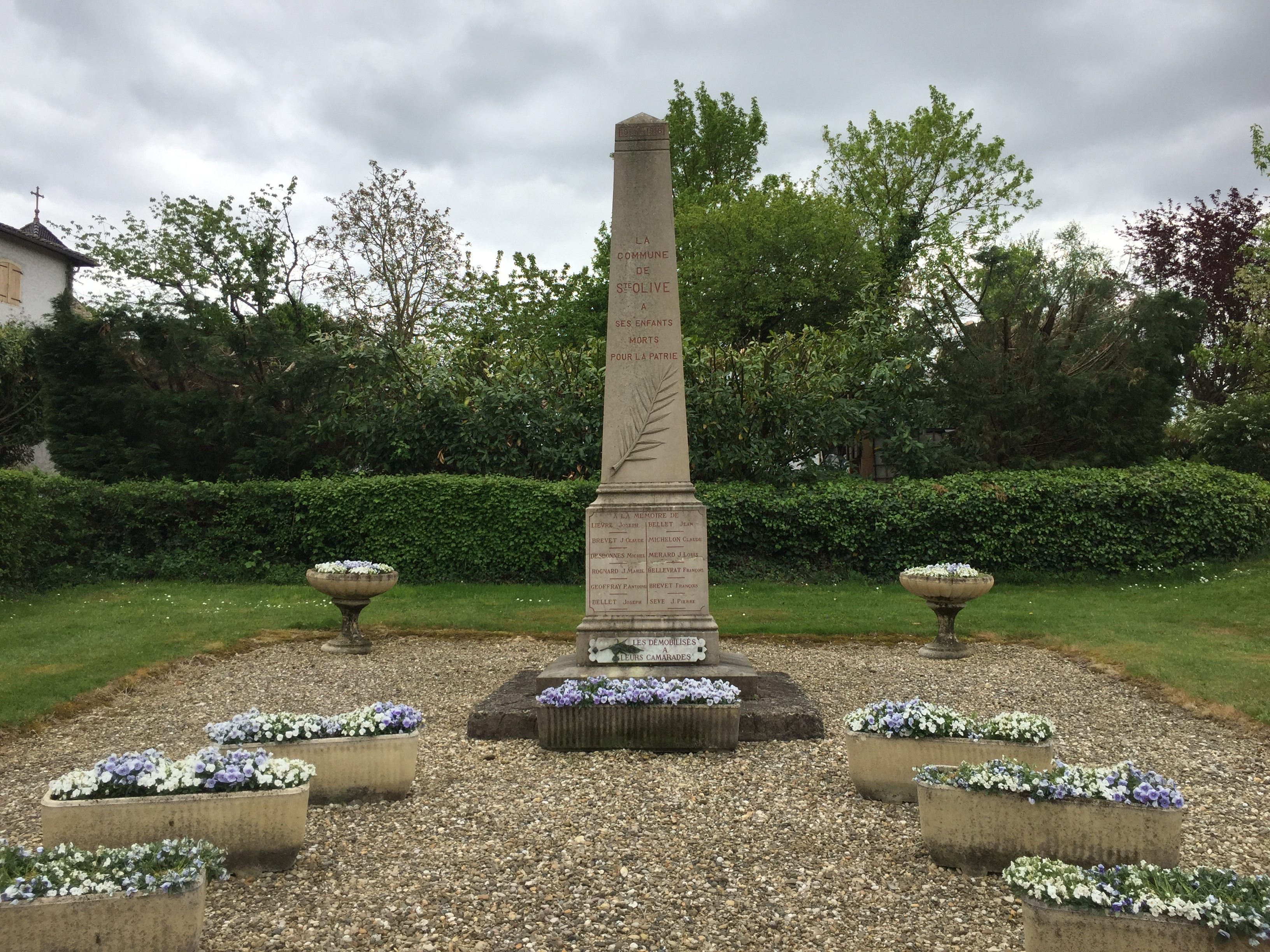
Le monument aux morts.

- L'église Saint-Allyre de Sainte-Olive qui se trouve au cœur du cimetière.
- Ruines du château de Sainte-Olive. Le sire de Thoire-Villars fait aveu du château, en 1271, à Isabelle de Forez, dame de Beaujeu. Le château est alors tenu par le chevalier Guillaume Palatin. En 1445, il est occupé par le duc de Savoie et il est repris en 1460 par les troupes du duc de Bourbon qui l'incendient et le détruisent[21].

### Personnalités liées à la commune
- Jacques Ozanam, né le 16 juin 1640 à Sainte-Olive et mort le 3 avril 1718 à Paris, est un mathématicien français. Il est surtout connu pour ses différents écrits mathématiques, dont un portant sur des tables trigonométriques et logarithmiques.

### Héraldique
| Blason de Sainte-Olive | Blason  | D'or à deux fasces d'azur ; à la bordure de gueules. |
| Blason de Sainte-Olive | Détails | Le statut officiel du blason reste à déterminer.     |

## Postérité du nom Sainte-Olive
La commune Sainte-Olive a donné son nom à la famille Saint Olive originaire de Sainte-Olive qui au fil des années a enlevé le "e" à Saint et le tiret "-" entre Saint et Olive. Parmi les membres de cette famille, on compte l'apothicaire Hugues Saint Olive à l'origine des établissements apothicaires Saint Olive créés en 1670, Paul (Lambert) Saint Olive, ayant vécu de 1799 à 1879 artiste dessinateur qui parcourt et étudie les rues et les monuments de Lyon, laissant de nombreux dessins, notes et études historiques, les banquiers Saint Olive qui lancent la banque Saint Olive en 1809 à Lyon, l'artiste sculpteur Michel Saint Olive (1917-1993).